# Haas-Haus

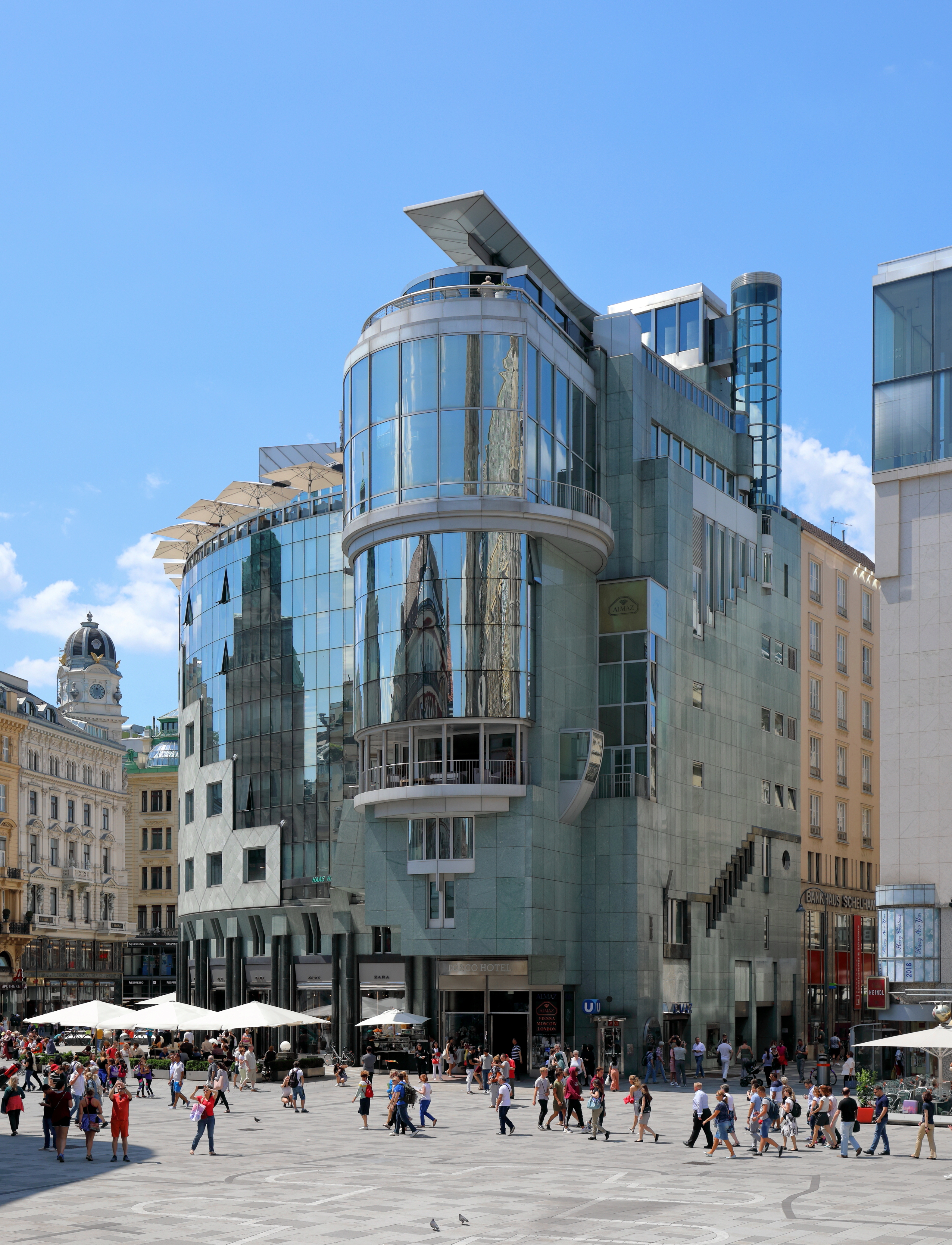
Ingang Haas-Haus

Het Haas-Haus is een gebouw in Wenen op de Stock-im-Eisen-Platz tegenover de Stephansdom.
Het is een gebouw in postmodernistische stijl uit 1990, ontworpen door Hans Hollein, met een grote gevel van spiegelglas. Het doet dienst als restaurant. Het is omstreden door het grote contrast met de historische dom er tegenover.